# Stepan Bandera

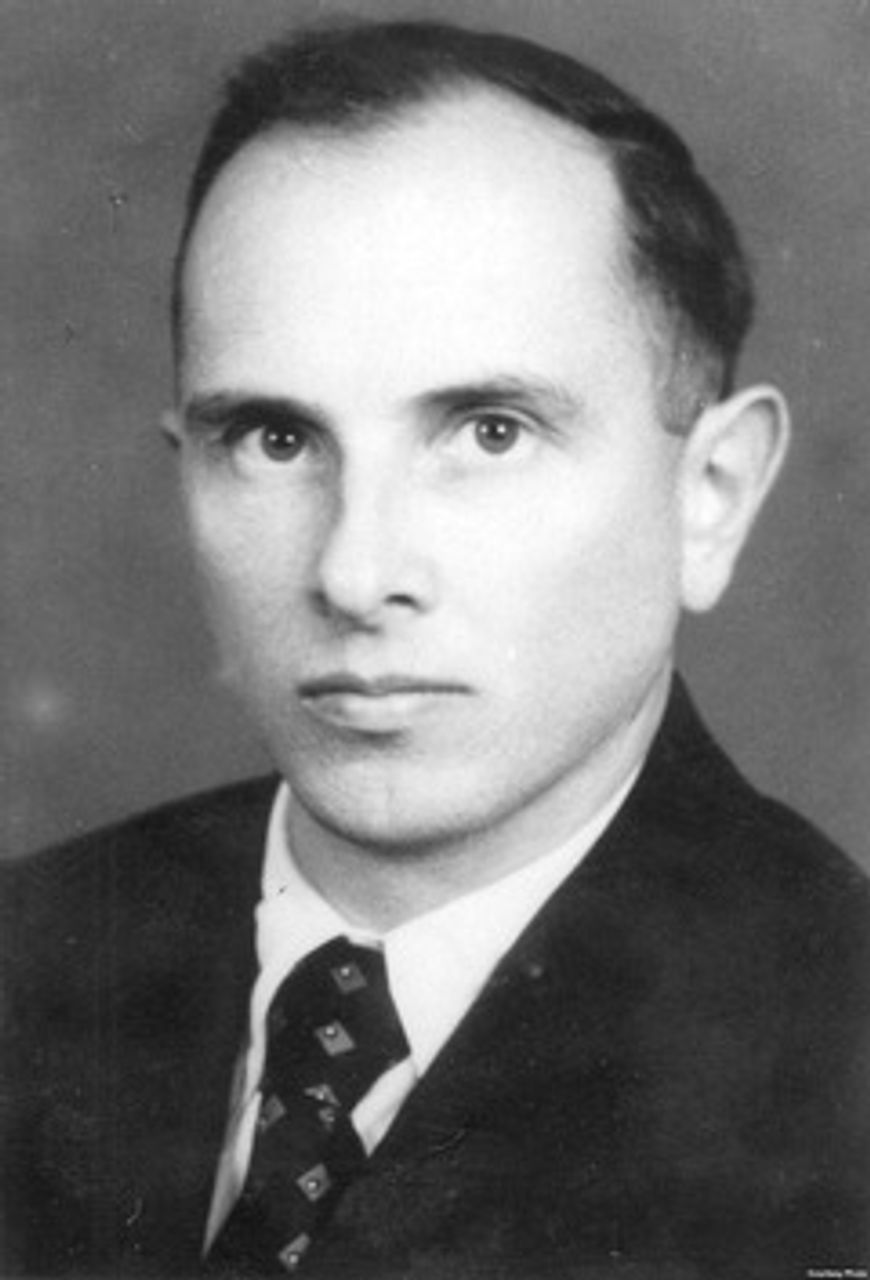
Stepan Bandera

Stepan Andrijovytsj Bandera (Oekraïens: Степан Андрійович Бандера) (Stary Oegryniv bij Kaloesj, Galicië, 1 januari 1909 – München, 15 oktober 1959) was een Oekraïens leider van de nationalistische Oekraïense beweging rondom de Tweede Wereldoorlog.
Na de Tweede Wereldoorlog werd Bandera door de Sovjetautoriteiten van talloze gevallen van moord en banditisme beschuldigd. Hij is uiteindelijk in opdracht van hen geliquideerd in München, door de KGB. In het hedendaagse Oekraïne is hij een controversieel figuur. Door zijn aanhangers wordt Bandera gezien als een held, door anderen zoals de Russische staatsmedia en de Europese Unie als een nazi-collaborateur.

## Biografie

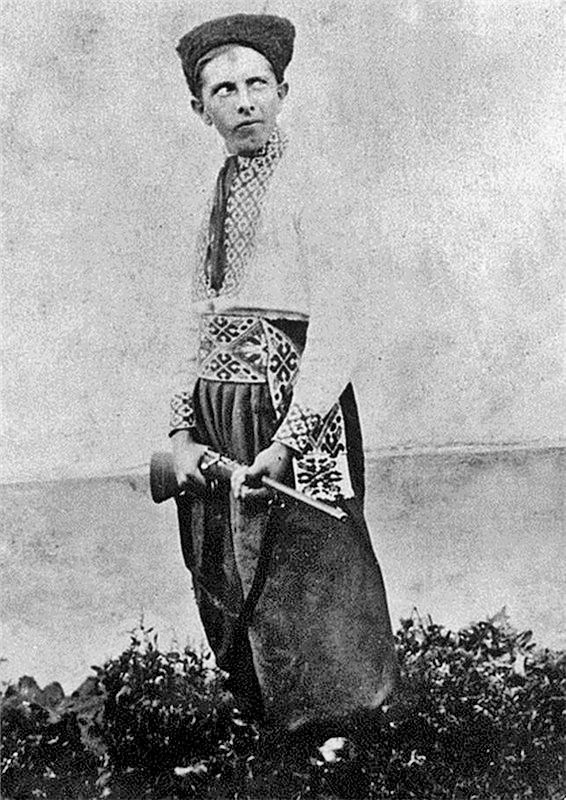
Bandera in Kozakkendracht

Bandera werd actief bij de Oekraïense scoutingsbeweging Plast, die al vrij snel verboden werd vanwege nationalistische activiteiten. Hij belandde zo bij de verboden Organisatie van Oekraïense Nationalisten (OOeN).
In 1934 werd Bandera ter dood veroordeeld wegens het beramen van een moordaanslag op de Poolse politicus Bronisław Pieracki. Het vonnis werd echter herzien en omgezet in levenslange gevangenisstraf. Na de inval van Polen door nazi-Duitsland in 1939, werd Bandera bevrijd uit de gevangenis van Lviv, 80 km van de Poolse grens.
In 1940 werd Bandera leider van een afsplitsing van de OOeN, de OOeN-B, die zich had losgemaakt van het pro-Duitse OOeN van Andri Melnyk. Bandera's beweging wordt verantwoordelijk gesteld voor de massamoord op etnische Polen in Wolynië.
Na de aanval van de nazi's op de Sovjet-Unie in juni 1941 werd de onafhankelijke Oekraïense staat uitgeroepen. Bandera werd in het kabinet verkozen. Deze proclamatie werd echter niet gesteund door de nazi's en al na enkele dagen werd de beweging de kop ingedrukt en ontmanteld. Bandera werd afgevoerd naar concentratiekamp Sachsenhausen en ondergebracht in de Zellenbau Bunker, zoals alle belangrijke gevangenen. Hij zat er samen met onder meer de Franse voormalig premier Léon Blum en de Oostenrijkse ex-kanselier Kurt Schuschnigg. De omstandigheden waren beter dan elders in het concentratiekamp en het Rode Kruis had er toegang. Hij werd vrijgelaten in oktober 1944.
Na zijn vrijlating werd hij aanvoerder van het Oekraïens Opstandelingenleger, de OePA. De OePA leverde strijd tegen de nazi's, het Rode Leger, Russische partizanen en het ondergrondse Poolse leger. Gedurende een korte periode vormde de OePA met de nazi's een alliantie tegen de Russen. Tot in de vroege jaren vijftig bleef Bandera strijden tegen de Poolse communisten en de Sovjet-Unie.

## Dood
Op 15 oktober 1959 om 13:05 werd Bandera meer dood dan levend aangetroffen in München in de Kreittmayrstraße. Hij overleed dezelfde dag nog en onderzoek van het stoffelijk overschot toonde aan dat hij met gif (cyaangas) om het leven was gebracht. Twee jaar later werd door de Duitse autoriteiten bekendgemaakt dat de moordenaar Bohdan Stasjinski was, tevens verantwoordelijk voor de dood van de Oekraïense nationalist Lev Rebet. Stasjinski handelde in opdracht van de KGB en met medeweten van Nikita Chroesjtsjov. Chroesjtsjov zou later verklaard hebben dat de moord op Bandera een van de laatste gevallen was waarbij de Sovjet-Unie zich met geweld ontdeed van een politiek tegenstander. De moordenaar Stasjinski liep in 1961 over naar het westen. Hij zat tot 1966 een gevangenisstraf uit, waarna hij onder een andere identiteit zijn leven voortzette in Zuid-Afrika.

## Herdenkingen en eerbewijzen

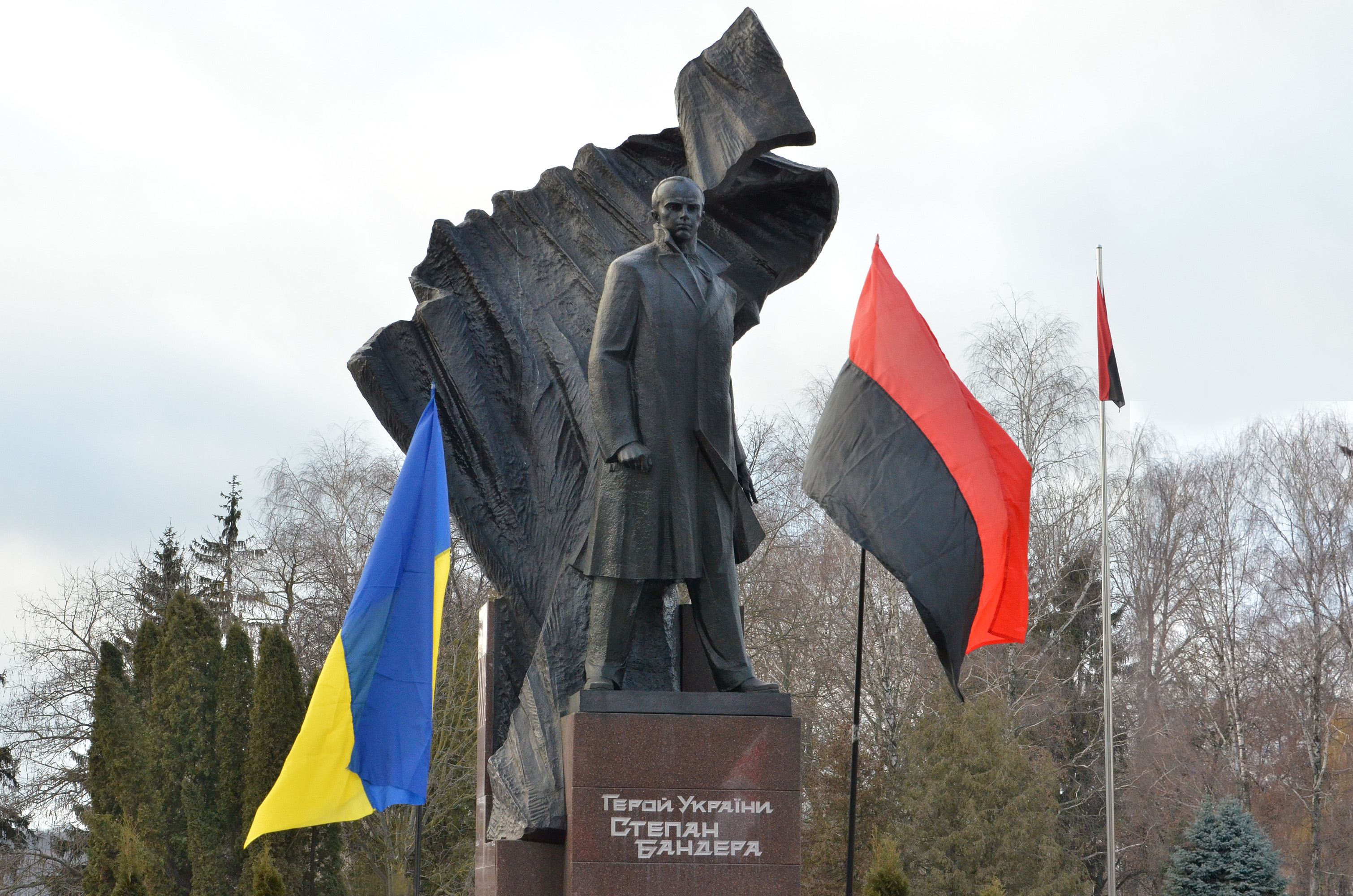
Stepan Bandera-monument in Ternopil

In West-Oekraïne wordt Bandera ondanks zijn vermeende betrokkenheid bij een massamoord op etnische Polen voornamelijk beschouwd als vrijheidsstrijder. In 2006 kondigde het stadsbestuur van Lviv de verplaatsing aan van de graven van Bandera, Andri Melnyk, Jevhen Konovalets en andere belangrijke leiders van de OOeN/OePA naar een nieuw deel op de Lytsjakivski-begraafplaats, die speciaal gewijd was aan de Oekraïense nationale strijd voor bevrijding. In oktober 2007 liet Lviv een standbeeld oprichten gewijd aan Bandera als leider van de OOeN en de OePA. Dit standbeeld leidde tot een grote discussie over de rol van Bandera en de OePA in de Oekraïense geschiedenis. Twee eerdere standbeelden waren toen reeds opgeblazen door onbekenden.  Het huidige standbeeld wordt constant beveiligd door een aparte afdeling van de militsia. Op 18 oktober 2007 stelde Lviv een onderscheiding in, gewijd aan Stepan Bandera.
Op 1 januari 2009 werd Bandera's 100e geboortedag gevierd in verschillende Oekraïense plaatsen en werd een postzegel uitgegeven ter ere hiervan.
Kort voor het einde van zijn ambtstermijn gaf president Viktor Joesjtsjenko Bandera de titel "Held van Oekraïne". Dit werd een paar weken later in 2011 onder zijn opvolger Viktor Janoekovytsj in een verzoenend gebaar naar Rusland weer ongedaan gemaakt.